# PLM HP 901–1830
Die zweiachsigen gedeckten Güterwagen der Gattung HP mit den Nummern 901–1830 wurden ab 1906 von verschiedenen Herstellern für die französische Chemins de fer de Paris à Lyon et à la Méditerranée (PLM) gebaut.

## Geschichte
Die Wagen waren eine Weiterentwicklung der von 1898 bis 1902 gebauten HP 1–900. Insgesamt entstanden 930 Exemplare, die vor allem für den Transport von frischen Lebensmitteln, wie Gemüse und Obst, eingesetzt wurden. Damit frische Waren noch sicherer aus den ländlichen Gegenden im Süden nach Paris transportiert werden konnten, wurden die von Ateliers de construction du Nord de la France gebauten Wagen mit zusätzlichen Lüftungsgittern ausgestattet, um durch die erhöhte Luftzirkulation für eine bessere Kühlung zu sorgen. Einer dieser Wagen wurde 1911 auf der Weltausstellung in Turin ausgestellt (siehe: Liste von Eisenbahnwagen auf der Weltausstellung Turin 1911).
Ab 1915 wurden 184 Wagen mit moderner Kältetechnik ausgestattet. Gelegentlich wurden einzelne Wagen in Personenzügen eingestellt. In diesem Fall durfte das maximale Ladegewicht statt 15 t nur 10 t betragen. Die Wagen waren alle mit einer Druckluftbremse ausgerüstet.

## Liste
| Baujahre  | Anzahl | Hersteller                                    | Nummerierung | Nummerierung ab 1921           |
| --------- | ------ | --------------------------------------------- | ------------ | ------------------------------ |
| 1906–1907 | 480    | Magnard et Cie                                | HP 901–1380  | Fa 33507–34208 und 34458–34682 |
| 1909–1910 | 250    | Magnard et Cie                                | HP 1381–1630 | Fa 33507–34208 und 34458–34682 |
| 1910–1911 | 50     | Baume & Marpent                               | HP 1631–1680 | Fa 33507–34208 und 34458–34682 |
| 1910–1911 | 150    | Ateliers de construction du Nord de la France | HP 1681–1830 | Fa 33507–34208 und 34458–34682 |

## Modelle
Der französische Modellbahnhersteller REE Modèles fertigt Modelle dieser Baureihe für Nenngröße H0.